# Али Кемали паша Сьолемезоглу
Али Кемали паша Сьолемезоглу (на турски: Ali Kemali Paşa, Söylemezoğlu) е османски офицер и чиновник.

## Биография
Роден е в 1819 година. В 1877 – 1878 година е валия в Триполи, а от 1879 до 1882 г. – в Бенгази. В 1883 – 1884 година е валия в Янина, в 1884 – 1887 г. – в Битоля, а в 1894 – 1898 г. – в Кония.
Умира в 1898 година.